# Velden (Nederland)
Velden (Limburgs: Velde) is een dorp in de gemeente Venlo in Nederlands Limburg, zo'n 5 kilometer ten noorden van de stad Venlo en 7 kilometer ten zuiden van Arcen. Het bevat onder meer de vroegere buurtschappen Schandelo, Hasselderheide, Hasselt, Solingerhof en Het Vorst.

## Geschiedenis
Velden ontstond in de middeleeuwen aan de Maas en werd voor het eerst schriftelijk vermeld in 1334.
Velden behoorde bij het Overkwartier van Gelre of Spaans Opper-Gelre. Tijdens de Spaanse Successieoorlog werd het door Pruisische troepen bezet, en zo bleef het als deel van Pruisisch Opper-Gelre ongeveer een eeuw lang Duits (tot 1814). Vervolgens kwam het bij het Koninkrijk der Nederlanden, waarbij bepaald werd dat over een afstand van een kanonschot vanaf de Maas de grens met Duitsland kwam te liggen. In 1830 koos men voor de Belgische Revolutie en bij het Verdrag van Londen in 1839 kwam het bij de Duitse Bond totdat het gehele gebied er in 1866 uitstapte en het definitief aan Nederland werd toegevoegd.
De dorpskern ontwikkelde zich in de 19e eeuw, terwijl er in de tweede helft van de 20e eeuw woonwijken verrezen ten zuiden van de kern.
Op 19 juli 2006 werd in de gemeente Arcen en Velden een maximumtemperatuur van 36,9 graden Celsius genoteerd. Arcen en Velden evenaarde daarmee het vorige landelijke record.
De gemeente Arcen en Velden, waar Velden tot 2010 toe behoorde, werd in 1999 verkozen tot groenste gemeente van Nederland. Op 1 januari 2010 ging Arcen en Velden op in de fusiegemeente Venlo.
De archieven van de schepenbank en tevens de Doop-, Trouw- en Overlijdensregisters (vanaf 1615) bevinden zich in het Rijksarchief Maastricht.

## Bezienswaardigheden
- De Sint-Andreaskerk is van 1933.

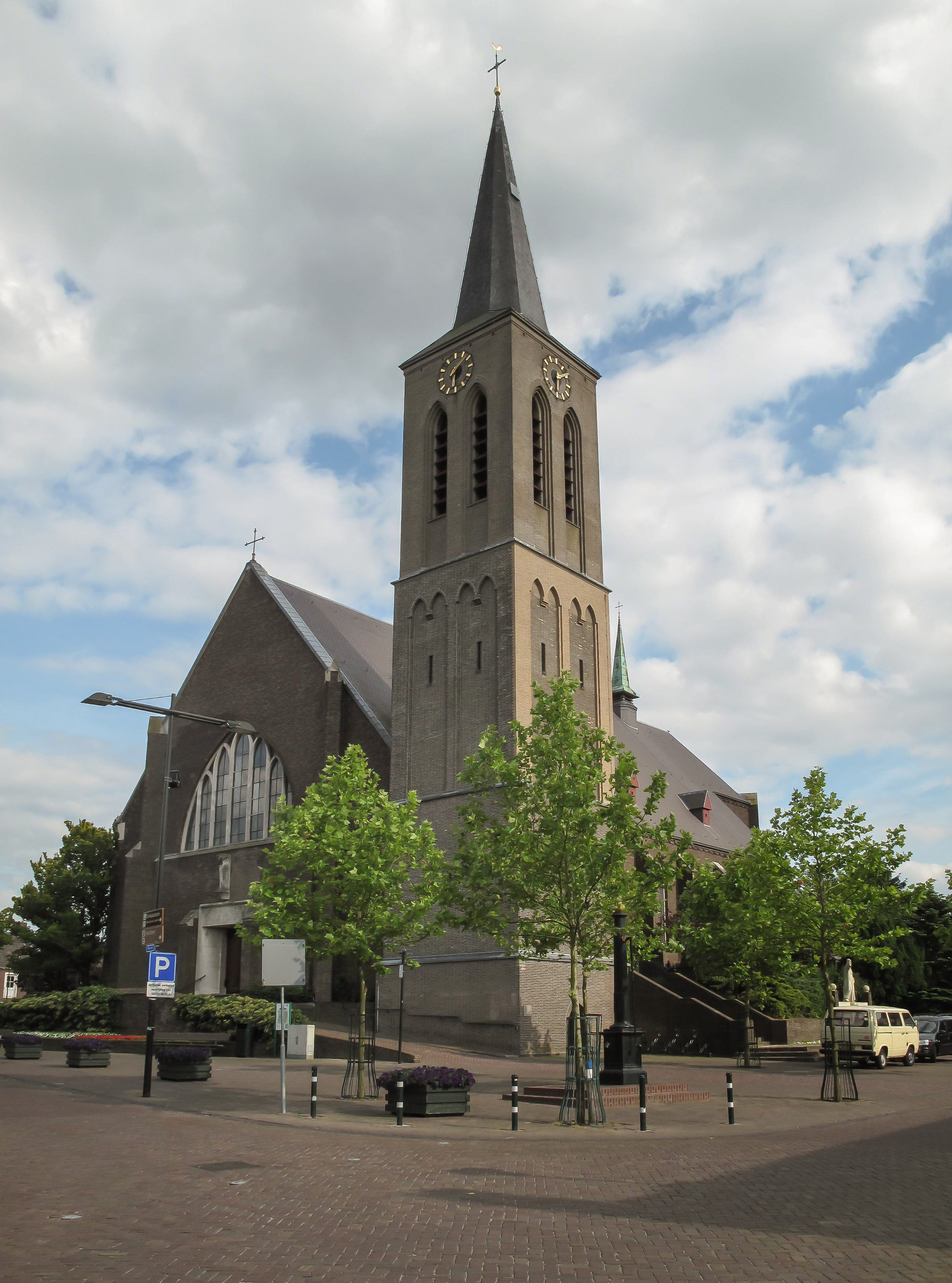
Sint-Andreaskerk

- De Hoogwaterschuur, nabij Ebberstraat 16, is van oorsprong begin-17e-eeuws. Omstreeks 1700 werd aan de noordzijde het Sint-Annakapelletje gebouwd dat omstreeks 1870 werd vernieuwd.
- Mariakapel aan de straat Vilgert
- Mariakapel aan de Vorstweg
- Onze-Lieve-Vrouw-van-Altijddurende-Bijstandkapel in Schandelo
- Sint-Jozefkapel in Schandelo
- De boerderij Hovershof, aan Vorstweg 50, stamt oorspronkelijk uit 1778.

## Cultuur
Velden is een van de drie dorpjes waar - zo wordt althans verteld in de overlevering - al enkele eeuwen de Gekke Maondaag (Nederlands: Gekke Maandag) gevierd wordt. Deze wordt over het algemeen de maandag na 20 januari (St. Sebastianus) gevierd. De "Gekke Maondaag" is een viering waarbij verschillende praalwagens en carnavals-gerelateerde groepen in een optocht lopen. De andere twee dorpen waar dit feest gevierd wordt, zijn Lottum en Grubbenvorst.

## Natuur en landschap
Velden ligt aan de Maas vrijwel tegenover Grubbenvorst, waarmee het door een veerdienst verbonden is. De hoogte bedraagt ongeveer 17 meter. Er wordt land- en tuinbouw bedreven. Ten zuidoosten ligt het natuurgebied Zwart Water met de Venkoelen, waartoe ook het kleinere gebied De Weerd (10 ha) wordt gerekend. Daar tussenin ligt nog de Genooierheide (37 ha), dat eigendom van de gemeente is. Een kleine beek, Stepkenbeek genaamd, vormde vroeger de gemeentegrens ter hoogte van de Maas. Ten noordoosten van Velden ligt het natuurgebied de Schandelosche Broek met de Latbeek op een oud Maasterras. Velden zelf ligt hoger op Maasduinen op de oostoever van de Maas.

## Wapens van Velden
De oudste akte van de schepenbank dateert van 25 januari 1431, maar had nog geen zegel. In 1460 wel en het vertoont een wapenschild met een tak van vijf eikenbladeren en twee eikels. Het wapenschild is omgeven met een rand van takken. Vanaf 1492 wordt het iets heel anders, namelijk een Andreaskruis (kruis gedraaid als een X) met tak aan elke zijde. Vanaf in ieder geval 1662 met alleen het Andreaskruis.

## Voorzieningen
- Velden had vroeger twee basisscholen, deze zijn nu samengevoegd tot één in de nieuwe BMV.
- Velden beschikt over drie campings.
- Ook zijn er diverse sportverenigingen, waaronder voetbalclub IVO, tennisclub TC Velden, korfbalclub Swift, tafeltennisvereniging TTV VETA, badmintonvereniging Shuttle en volleybalclub VC Velden. Tegenwoordig zitten deze onder één dak bij Sportvereniging (SV) Velden. In De Vilgaard, ook wel de Brede Maatschappelijke Voorziening (BMV) genoemd, zitten tegenwoordig onder andere een bibliotheek, een basisschool, een kinderopvang, vier sporthallen, een theaterzaal die gebruikt kan worden voor verschillende doeleinden en een logopediepraktijk.

## Gehuchten en wijken
- Bong
- Hasselderheide
- Hasselt
- De Krosselt
- Schandelo
- Solingerhof
- Vilgert
- Vogelbuurt
- Het Vorst

## Verkeer en vervoer
Het Pieterpad loopt door Velden.

### Provinciale wegen
- naar Roermond via Reuver en Swalmen in zuidelijke richting en naar Heumen via Arcen, Nieuw Bergen en Gennep in noordelijke richting.

### Openbaar vervoer
Velden is aangesloten op het streekbuslijnennet van Arriva Limburg en wordt aangedaan door:
- Lijn 83 (Venlo - Velden - Gennep - Nijmegen) i.s.m. Breng

## Economie
Velden bezit kasgebieden, voornamelijk in Schandelo.

## Geboren
- Herman Bouwens (1868-1955), schutter en olympisch deelnemer
- Leo Brueren (1925-2012), kapelaan, priester, bestuurslid van VVV-Venlo
- Bèr Brueren (1929-2000), voetballer
- Pierre Brueren (1940-2020), voetballer
- Frans Koppers (1941), voetballer
- Jan Verbong (1946), voetballer
- Ger Koopmans (1962), politicus
- Reinold Wiedemeijer (1967), profvoetbalscheidsrechter
- Vera Tax (1972), Europarlementariër
- Dave Joosten (1980), voetballer
- Dries Driessen (1981), voetballer
- Marne van Opstal (1990), danser en choreograaf
- Audrey Jacobs (2004), atlete

## Nabijgelegen kernen
Grubbenvorst, Venlo, Rieth, Lomm